# كاراتيه

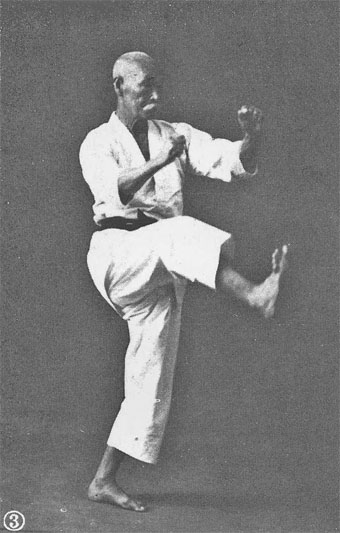
هاناشيرو شومو يمارس رياضة الكاراتيه رغم كبر سنه

مصطلح كاراتيه بالخط الياباني التقليدي

الكاراتيه أو المُراكلة(باليابانية: 空手، بالروماجي: Karate) نوع من أنواع الفنون القتالية اليابانية تستخدم فيه الأيدي والأقدام والركب والمرافق كأسلحة. وهي رياضة دفاعية تتميز بالأخلاق العالية للاعبين والمبدأ الصارم: الكاراتيه أخلاق أو لا تكون.

## النشأة

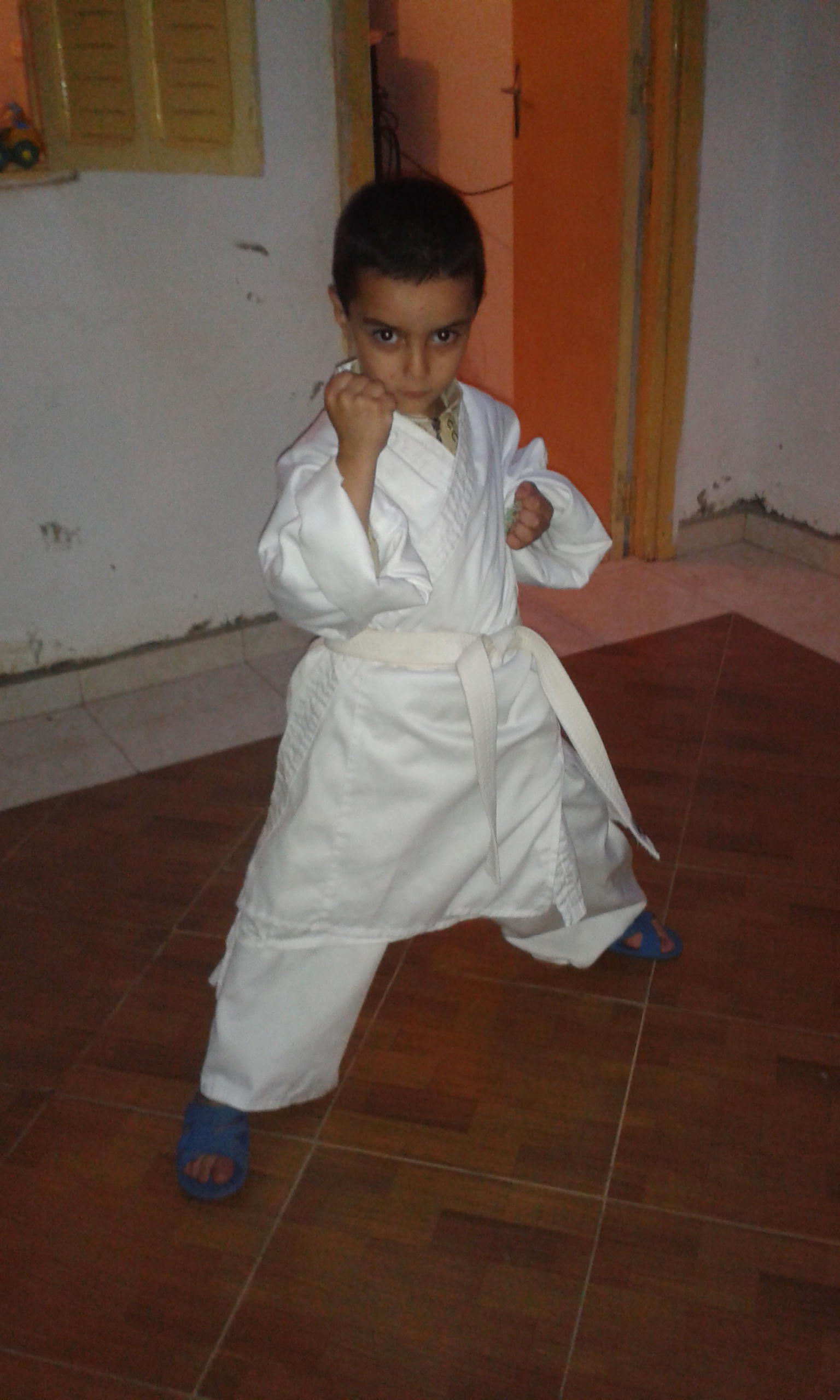
طفل مبتدئ في الكاراتيه بحزام أبيض

إن أصل نشأة الكاراتيه في اليابان على جزيرة أوكيناوا والسبب موقعها الجغرافي الممتاز حيث قربها من الصين أدى إلى تفاعل تجارة ناجحة مع جيرانها الصينيين مما جعل بعضًا من ثقافة الجزيرة يتأثر قليلاً بالثقافة الصينية وفنونها القتالية حيث كان الأوكيناويون يسافرون إلى الصين لتعلم فنون القتال وبالذات الووشو حيث طوروا الكاراتيه من فنونهم القتالية المحلية وبعض من الفنون القتالية الصينية وهي الوشوو بالتحديد.
أوكيناوا كانت محكومة في تلك الفترة من خلال نظام إقطاعي، حيث كانت الحروب الأهلية كثيرة في اليابان. وعندما أرادت اليابان التوحد في فترة ميجي وإسقاط الحكم الإقطاعي في جميع اليابان كان هناك بعض المناطق في اليابان لابدّ من توحيدها بالقوة ومن هذه المناطق أرخبيل ريوكو الذي تتواجد فيه ولاية أوكيناوا التي ظهر فيها فن الكاراتيه فقد هاجمتها قوات هائلة من الساموراي عام 1600 واسقطت النظام الإقطاعي الحاكم للأرخبيل وعند ذلك اضطرت قوات الساموراي حظر السلاح على ساكني الجزيرة خوفًا من الثورات ضدهم فأراد الأوكيناويين أن يستعملوا أعضاء جسدهم كأسلحة للدفاع عن النفس على جزيرة أوكيناوا وبعد ذلك وحدتها الحكومة اليابانية في فترة حكم الإمبراطور ميجي عام 1879 م وبعد أن أرجع أرخبيل ريوكو وجزيرة أوكيناوا إلى الحكم الياباني أراد فوناكشي ومجموعة من خبراء فنون القتال اليابانية في طوكيو أن يجعلوا الكاراتيه فن قتالي عسكري ياباني مؤكد من جمعية اليابان لفنون القتال وبعد ذلك أساس الخبراء اليابانيون للكاراتيه وفوناكشي جيتشين جمعية اليابان للكاراتيه (Japan Karate Association) ومن هذا المنطلق أشاع اليابانيون الكاراتيه في جميع اليابان على الجزر الرئيسية والعالم الخارجي.
وإلى اليوم ما زالت هذه الرياضة تدرب للقوات العسكرية والأمنية.

### مدارس وأساليب الكاراتيه
1. الكيوكوشنكاي: وتعد أقوى مدارس الكاراتيه وأصلبها وأصعبها، حيث يستخدم لاعب الكيوكوشنكاي في قتاله جميع اطراف جسمه من ركل ولكم. أسسها المعلم الياباني ماسوتاتسو أوياما.
2. غوجوريو: يتميز بأنه أسلوب عنيف نوعا ما يمتاز بلوي مفاصل الجسم، أسسه شوجين مياج.
3. وادو ريو: أسلوب شهير في اليابان، يمتاز بأنه انحدر من الفن الياباني الآخر الـجوجيستو، طوره كينوا ماينونى.
4. الجوكاي دو: أحد أساليب الكاراتيه يتميز بأنه مزج للجودو، كيوكوشين والبوكسينغ، وأسسها المعلم دهنوي.
5. الشوتوكان: وهي أكثر المدارس شيوعاً وانتشاراً في العالم وتتميز بحركات الاقدام الواسعة وتسديد الضربات والركلات بسرعة وقوة ومرونة.
6. الشوتوريو: وهو ثاني أكثر المدارس شيوعأً بعد الشوتوكان ويتميز بالضربات الضيقة والمسافات القصيرة بين الخصمين.

## التسمية

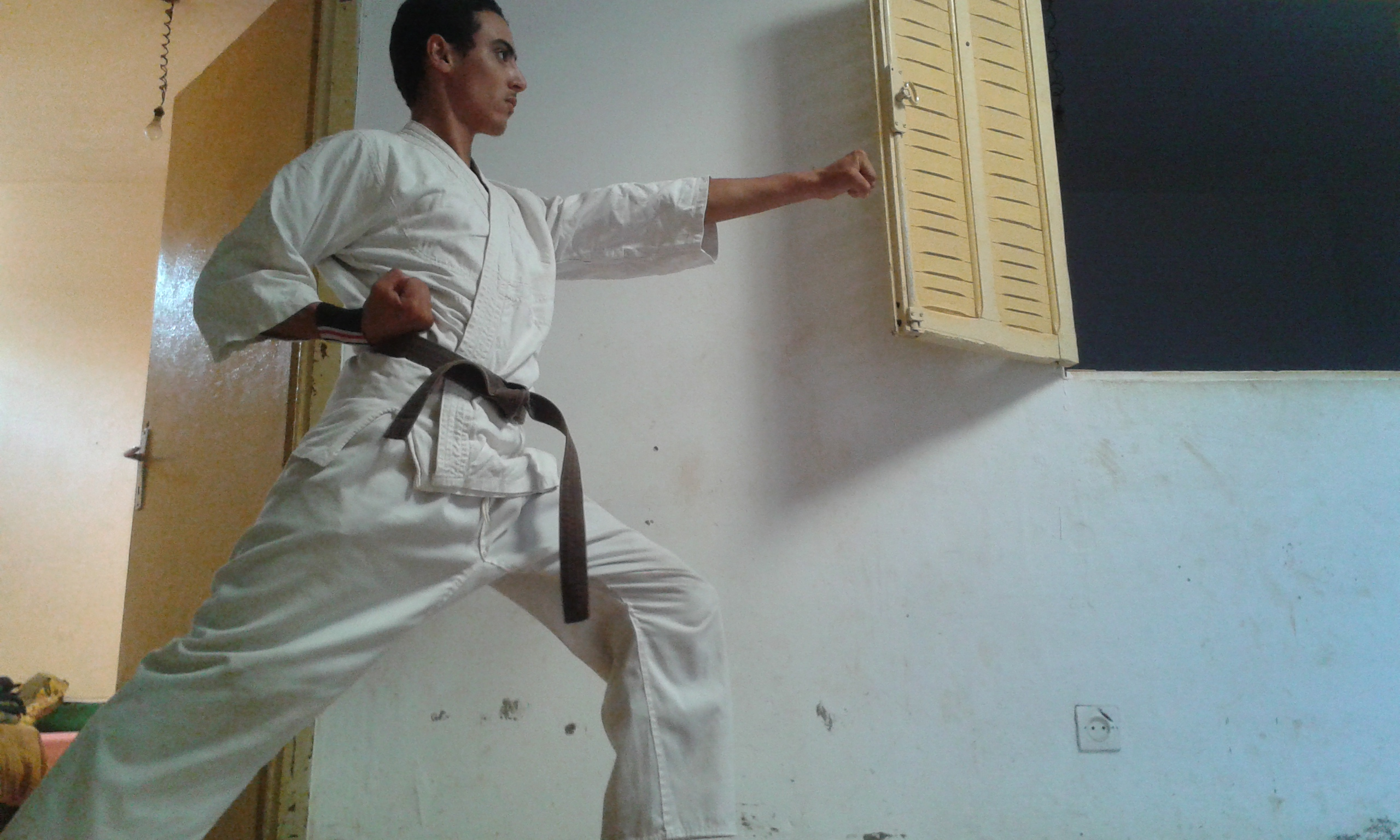
أستاذ الكاراتيه يمتلك الحزام الأسود فما فوق وهي درجة متقدمة من مستويات فن الدفاع عن النفس الكاراتيه

كلمة كاراتيه كلمة يابانية تتكون من مقطعين (كارا بمعنى فارغ) و(تيه بمعنى اليد أو القبضة)
بذلك تصبح اليد الخالية وسبب التسمية هو منع قوات الساموراي سكان جزيرة أوكيناوا من امتلاك
الأسلحة مما أدى إلى استعمال أهل الجزيرة أعضاء أجسامهم كأطراف الأصابع وقبضة اليد والركلات مع بعض أدوات الزراعة كأسلحة للدفاع.

## زي لاعب الكاراتيه
يتألف زي لاعب الكاراتيه من رداء علوي أبيض مع بنطال أبيض على ألا يتوسط البنطال بين الركبة والكعب وأن يتوسط الكم اليد بين المرفق والرسغ والجكيت يكون بين نصف الفخذ والركبة. ويوجد به أحزمة متعددة وملونة حسب مستوى المتدرب ويختلف عدد الأحزمة من دولة إلى أخرى. وهذا الزي هو في الأساس من رياضة الجودو كما أن اللون الأبيض للزي يعبر عن النوايا النقية ورفض الأفكار الشريرة والمرهبة.

## ال26 كاتا في الكاراتيه
توجد 5 مدارس مشهورة:
- الشوتوكان
- الشوتوريو
- الوادوريو
- الجوجوريو
- الكيوكوشنكاي

الشوتوكان
من أشهر المدارس ومن أكثرها لاعبين وبها 26 كاتا منها 2 كاتا إجبارية وهم الجى يون والكنكوداى
وبها مجموعه الهيان وهم خمس كاتات وهم يطلق عليهم أيضا المجموعة الأساسية لوجوب تعلمهم أولا
1.هيان شودان 2.هيان نيدان 3.هيان سندان 4.هيان يوندان 5. هيان جودان
وباقى الكاتاوات كما يلى:
- باي ساي داى، بساى شو
- جى اون، جى إن، جى تى
- كنكوداى، كنكوشو
- كوجوشيهو شو، كوجوشيهو داى
- تكى شودان، تكى نيدان، تكى سندان
- مكيو، سوتشن، هنجتسو، ونكان، نجيجهو، انسو، جنكاكو، شنتيه، امبي

## فترات التدريب
يختلف ترتيب الاحزمة من مدرسة إلى أخرى أو من بلد إلى آخر.
يربط جاكيت الكاراتيه بحزام، ويكون هذا الحزام من ألوان مختلفة للدلالة على مستوى المهارة القتالية التي وصل إليها مرتدي الحزام، والتي تتراوح بين المستوى المبتدئ "كيو KYU" والمستوى المتقدم "دان DAN. يحصل المتدرب على المراتب التالية بعد اجتيازه للامتحانات المخصصة ويتم الحصول عليها بالترتيب عادة:
1. مبتدئ – حزام أبيض
2. حزام أصفر(حزامين)
3. حزام برتقالي (حزامين)
4. حزام أخضر (حزامين)
5. حزام أزرق (حزامين)

- حزام بني (حزامين) وفي بعض الدول كالمغرب يسبق الحزام البني، الحزام البنفسجي والاحمر
- حزام 1– حزام أسود الدرجة الأولى
- حزام 2– حزام أسود الدرجة الثانية
- حزام 3– حزام أسود الدرجة ثالثة
- حزام 4– حزام أسود الدرجة رابعة
- حزام 5– حزام أسود الدرجة خامسة
- حزام 6– حزام أسود الدرجة سادسة
- حزام 7– حزام أسود الدرجة سابعة
- حزام 8– حزام أسود الدرجة ثامنة
- حزام 9– حزام أسود الدرجة تاسعة
- حزام 10– حزام أسود الدرجة عاشرة

ويندر عدد الذين يحملون أحزمة سوداء متقدمة، لأن عدد المتدربين يقل عندما يصلون إلى درجات الأحزمة المتقدمة وذلك لظروف العمر أو الصحة أو عوامل أخرى، وفي حالة وصول أحد المتدربين إلى الحزام الأسود من الدرجة السادسة (دان6) له الخيار في ارتداء حزام أحمر وأبيض أثناء التمارين للدلالة أنه وصل إلى مرحلة متقدمة في التدريب.

## الاتجاهات الحديثة لانتقاء لاعبي رياضة الكاراتيه
وفقا لطبيعة الحمل التدريبي والتنافسي خلال مسابقات رياضة الكاراتيه، المليئة بالمواقف المتغيرة والتي يتعرض لها اللاعب أو للاعبة خلال أدوار اللعب المتعددة، هناك بعض الاتجاهات الحديثة والتي قد تسهم في عملية الانتقاء والتصنيف للاعبين
- دليل توتر إيقاع القلب.
- الرسم الكهربي للإيقاعات البيولوجية للقشرة المخية.
- البصمة الجينية ودلالاتها.
- الإيقاع الحيوي ومؤشراته.

## وصلات خارجية
- موقع كاراتيه العرب
- منتدي الكاراتيه التقليدي العالمي